# Краснооктябрьский (Ставропольский край)
Краснооктя́брьский — упразднённый в 2009 году посёлок в Красногвардейском районе Ставропольского края России. Входил в состав муниципального образования «Сельское поселение Штурмовский сельсовет».

## Варианты названия
- Четвёртое отд. свх. Коммунар[2].

## Географическое положение
Расстояние до краевого центра: 96 км.
Расстояние до районного центра: 16 км.
К западу расположено несколько мелких водоёмов; примерно в 1,5 км к северо-западу находится репродукторная свиноферма № 2 посёлка Штурм.

## История
В соответствии с Указом Президиума Верховного Совета РСФСР от 21 сентября 1964 года посёлок Четвёртое отделение совхоза «Коммунар» переименован в посёлок Краснооктябрьский.
До 24 мая 1990 года входил в Коммунаровский сельсовет.
24 мая 1990 года решением Президиума Ставропольского краевого Совета народных депутатов образован Штурмовский сельсовет с центром в посёлке Штурм, включающий посёлки Штурм и Краснооктябрьский.
21 октября 2009 года постановлением Правительства Ставропольского края посёлок был упразднён.

## Население
| 1989 | 2002 |
| ---- | ---- |
| 102  | ↘61  |

## Инфраструктура
В посёлке имелась только одна улица — Дальняя.